# Megadeth/Diskografie
Diese Diskografie ist eine Übersicht über die musikalischen Werke der US-amerikanischen Metal-Band Megadeth. Den Quellenangaben zufolge hat sie bisher mehr als 25 Millionen Tonträger verkauft, davon alleine in ihrer Heimat über 8,8 Millionen. Ihre erfolgreichste Veröffentlichung ist das Album Countdown to Extinction mit über 2,4 Millionen verkauften Einheiten.

## Alben

### Studioalben
| Jahr | Titel Musiklabel                                                   | Höchstplatzierung, Gesamtwochen, AuszeichnungChartplatzierungen (Jahr, Titel, Musiklabel, Platzierungen, Wochen, Auszeichnungen, Anmerkungen) | Höchstplatzierung, Gesamtwochen, AuszeichnungChartplatzierungen (Jahr, Titel, Musiklabel, Platzierungen, Wochen, Auszeichnungen, Anmerkungen) | Höchstplatzierung, Gesamtwochen, AuszeichnungChartplatzierungen (Jahr, Titel, Musiklabel, Platzierungen, Wochen, Auszeichnungen, Anmerkungen) | Höchstplatzierung, Gesamtwochen, AuszeichnungChartplatzierungen (Jahr, Titel, Musiklabel, Platzierungen, Wochen, Auszeichnungen, Anmerkungen) | Höchstplatzierung, Gesamtwochen, AuszeichnungChartplatzierungen (Jahr, Titel, Musiklabel, Platzierungen, Wochen, Auszeichnungen, Anmerkungen) | Anmerkungen                              |
| Jahr | Titel Musiklabel                                                   | DE | AT | CH | UK | US | Anmerkungen                              |
| ---- | ------------------------------------------------------------------ | --- | --- | --- | --- | --- | ---------------------------------------- |
| 1985 | Killing Is My Business… And Business Is Good! Combat Records (IRD) | DE35 a (1 Wo.)DE | — | — | — | US169 a (1 Wo.)US | Erstveröffentlichung: 12. Juni 1985      |
| 1986 | Peace Sells… But Who’s Buying? Capitol Records (EMI)               | — | — | — | UK— SilberUK | US76 Platin · (47 Wo.)US | Erstveröffentlichung: 19. September 1986 |
| 1988 | So Far, So Good… So What! Capitol Records (EMI)                    | DE27 (10 Wo.)DE | — | CH28 (2 Wo.)CH | UK18 Silber · (5 Wo.)UK | US28 Platin · (23 Wo.)US | Erstveröffentlichung: 19. Januar 1988    |
| 1990 | Rust in Peace Capitol Records (EMI)                                | DE21 (9 Wo.)DE | — | CH29 (2 Wo.)CH | UK8 Gold · (4 Wo.)UK | US23 Platin · (30 Wo.)US | Erstveröffentlichung: 24. September 1990 |
| 1992 | Countdown to Extinction Capitol Records (EMI)                      | DE15 (20 Wo.)DE | AT12 (10 Wo.)AT | CH16 (7 Wo.)CH | UK5 Gold · (8 Wo.)UK | US2 ×2Doppelplatin · (58 Wo.)US | Erstveröffentlichung: 14. Juli 1992      |
| 1994 | Youthanasia Capitol Records (EMI)                                  | DE13 (11 Wo.)DE | AT26 (3 Wo.)AT | CH32 (8 Wo.)CH | UK6 Gold · (6 Wo.)UK | US4 Platin · (23 Wo.)US | Erstveröffentlichung: 31. Oktober 1994   |
| 1997 | Cryptic Writings Capitol Records (EMI)                             | DE22 (6 Wo.)DE | AT30 (5 Wo.)AT | CH45 (5 Wo.)CH | UK38 (2 Wo.)UK | US10 Gold · (29 Wo.)US | Erstveröffentlichung: 17. Juni 1997      |
| 1999 | Risk Capitol Records (EMI)                                         | DE38 (3 Wo.)DE | AT34 (4 Wo.)AT | — | UK29 (2 Wo.)UK | US16 (8 Wo.)US | Erstveröffentlichung: 31. August 1999    |
| 2001 | The World Needs a Hero Sanctuary Records (BMG)                     | DE36 (2 Wo.)DE | AT59 (2 Wo.)AT | CH94 (2 Wo.)CH | UK45 (2 Wo.)UK | US16 (6 Wo.)US | Erstveröffentlichung: 15. Mai 2001       |
| 2004 | The System Has Failed Sanctuary Records (BMG)                      | DE29 (3 Wo.)DE | AT43 (2 Wo.)AT | CH57 (2 Wo.)CH | UK60 (1 Wo.)UK | US18 (5 Wo.)US | Erstveröffentlichung: 14. September 2004 |
| 2007 | United Abominations Roadrunner Records (WMG)                       | DE28 (3 Wo.)DE | AT17 (3 Wo.)AT | CH38 (2 Wo.)CH | UK23 (2 Wo.)UK | US8 (6 Wo.)US | Erstveröffentlichung: 14. Mai 2007       |
| 2009 | Endgame Roadrunner Records (WMG)                                   | DE21 (3 Wo.)DE | AT22 (2 Wo.)AT | CH32 (3 Wo.)CH | UK24 (2 Wo.)UK | US9 (8 Wo.)US | Erstveröffentlichung: 9. September 2009  |
| 2011 | Th1rt3en Roadrunner Records (WMG)                                  | DE25 (2 Wo.)DE | AT28 (2 Wo.)AT | CH23 (2 Wo.)CH | UK34 (1 Wo.)UK | US11 (4 Wo.)US | Erstveröffentlichung: 1. November 2011   |
| 2013 | Super Collider UMe (UMG)                                           | DE24 (2 Wo.)DE | AT26 (2 Wo.)AT | CH21 (3 Wo.)CH | UK22 (1 Wo.)UK | US6 (6 Wo.)US | Erstveröffentlichung: 4. Juni 2013       |
| 2016 | Dystopia UMe (UMG)                                                 | DE10 (5 Wo.)DE | AT14 (4 Wo.)AT | CH7 (4 Wo.)CH | UK11 (2 Wo.)UK | US3 (9 Wo.)US | Erstveröffentlichung: 22. Januar 2016    |
| 2022 | The Sick, the Dying... and the Dead! UMe (UMG)                     | DE6 (4 Wo.)DE | AT8 (2 Wo.)AT | CH2 (5 Wo.)CH | UK3 (1 Wo.)UK | US3 (2 Wo.)US | Erstveröffentlichung: 2. September 2022  |

### Livealben
| Jahr | Titel Musiklabel                                                  | Höchstplatzierung, Gesamtwochen, AuszeichnungChartplatzierungen (Jahr, Titel, Musiklabel, Platzierungen, Wochen, Auszeichnungen, Anmerkungen) | Höchstplatzierung, Gesamtwochen, AuszeichnungChartplatzierungen (Jahr, Titel, Musiklabel, Platzierungen, Wochen, Auszeichnungen, Anmerkungen) | Höchstplatzierung, Gesamtwochen, AuszeichnungChartplatzierungen (Jahr, Titel, Musiklabel, Platzierungen, Wochen, Auszeichnungen, Anmerkungen) | Höchstplatzierung, Gesamtwochen, AuszeichnungChartplatzierungen (Jahr, Titel, Musiklabel, Platzierungen, Wochen, Auszeichnungen, Anmerkungen) | Höchstplatzierung, Gesamtwochen, AuszeichnungChartplatzierungen (Jahr, Titel, Musiklabel, Platzierungen, Wochen, Auszeichnungen, Anmerkungen) | Anmerkungen                                                                  |
| Jahr | Titel Musiklabel                                                  | DE | AT | CH | UK | US | Anmerkungen                                                                  |
| ---- | ----------------------------------------------------------------- | --- | --- | --- | --- | --- | ---------------------------------------------------------------------------- |
| 2002 | Rude Awakening Sanctuary Records (BMG)                            | — | — | — | — | US115 (1 Wo.)US | Erstveröffentlichung: 19. März 2002                                          |
| 2007 | That One Night: Live in Buenos Aires Image Entertainment (Image)  | — | — | — | — | — | Erstveröffentlichung: 2007                                                   |
| 2010 | Rust in Peace – Live Shout! Factory (Shout!)                      | — | — | — | — | US161 (1 Wo.)US | Erstveröffentlichung: 7. September 2010                                      |
| 2010 | The Big Four Live from Sofia, Bulgaria Warner Bros. Records (WMG) | DE59 (6 Wo.)DE | — | CH63 (1 Wo.)CH | — | — | Erstveröffentlichung: 15. Oktober 2010 Metallica, Slayer, Megadeth & Anthrax |
| 2013 | Countdown to Extinction: Live UMe (UMG)                           | — | — | — | — | US119 (1 Wo.)US | Erstveröffentlichung: 24. September 2013                                     |

### Kompilationen
| Jahr | Titel Musiklabel                                       | Höchstplatzierung, Gesamtwochen, AuszeichnungChartplatzierungen (Jahr, Titel, Musiklabel, Platzierungen, Wochen, Auszeichnungen, Anmerkungen) | Höchstplatzierung, Gesamtwochen, AuszeichnungChartplatzierungen (Jahr, Titel, Musiklabel, Platzierungen, Wochen, Auszeichnungen, Anmerkungen) | Höchstplatzierung, Gesamtwochen, AuszeichnungChartplatzierungen (Jahr, Titel, Musiklabel, Platzierungen, Wochen, Auszeichnungen, Anmerkungen) | Höchstplatzierung, Gesamtwochen, AuszeichnungChartplatzierungen (Jahr, Titel, Musiklabel, Platzierungen, Wochen, Auszeichnungen, Anmerkungen) | Höchstplatzierung, Gesamtwochen, AuszeichnungChartplatzierungen (Jahr, Titel, Musiklabel, Platzierungen, Wochen, Auszeichnungen, Anmerkungen) | Anmerkungen                              |
| Jahr | Titel Musiklabel                                       | DE | AT | CH | UK | US | Anmerkungen                              |
| ---- | ------------------------------------------------------ | --- | --- | --- | --- | --- | ---------------------------------------- |
| 2002 | Still, Alive… and Well? Sanctuary Records (BMG)        | — | — | — | — | US66 (3 Wo.)US | Erstveröffentlichung: 10. September 2002 |
| 2005 | Greatest Hits: Back to the Start Capitol Records (EMI) | — | — | — | UK— GoldUK | US65 (8 Wo.)US | Erstveröffentlichung: 28. Juni 2005      |
| 2008 | Anthology: Set the World Afire Capitol Records (EMI)   | — | — | — | — | — | Erstveröffentlichung: 2008               |
| 2019 | Warheads on Foreheads Capitol Records (UMG)            | DE40 (1 Wo.)DE | — | CH96 (1 Wo.)CH | — | — | Erstveröffentlichung: 22. März 2019      |

### EPs
| Jahr | Titel Musiklabel                                             | Höchstplatzierung, Gesamtwochen, AuszeichnungChartplatzierungen (Jahr, Titel, Musiklabel, Platzierungen, Wochen, Auszeichnungen, Anmerkungen) | Höchstplatzierung, Gesamtwochen, AuszeichnungChartplatzierungen (Jahr, Titel, Musiklabel, Platzierungen, Wochen, Auszeichnungen, Anmerkungen) | Höchstplatzierung, Gesamtwochen, AuszeichnungChartplatzierungen (Jahr, Titel, Musiklabel, Platzierungen, Wochen, Auszeichnungen, Anmerkungen) | Höchstplatzierung, Gesamtwochen, AuszeichnungChartplatzierungen (Jahr, Titel, Musiklabel, Platzierungen, Wochen, Auszeichnungen, Anmerkungen) | Höchstplatzierung, Gesamtwochen, AuszeichnungChartplatzierungen (Jahr, Titel, Musiklabel, Platzierungen, Wochen, Auszeichnungen, Anmerkungen) | Anmerkungen                             |
| Jahr | Titel Musiklabel                                             | DE | AT | CH | UK | US | Anmerkungen                             |
| ---- | ------------------------------------------------------------ | --- | --- | --- | --- | --- | --------------------------------------- |
| 1995 | Hidden Treasures Capitol Records (EP)                        | — | — | — | — | US90 (7 Wo.)US | Erstveröffentlichung: 18. Juli 1995     |
| 1997 | Live Trax Capitol Records (EMI)                              | — | — | — | — | — | Erstveröffentlichung: 12. November 1997 |
| 1998 | Cryptic Sounds: No Voices in Your Head Capitol Records (EMI) | — | — | — | — | — | Erstveröffentlichung: 11. November 1998 |

## Singles
| Jahr | Titel Album                                         | Höchstplatzierung, Gesamtwochen, AuszeichnungChartplatzierungen (Jahr, Titel, Album, Platzierungen, Wochen, Auszeichnungen, Anmerkungen) | Höchstplatzierung, Gesamtwochen, AuszeichnungChartplatzierungen (Jahr, Titel, Album, Platzierungen, Wochen, Auszeichnungen, Anmerkungen) | Höchstplatzierung, Gesamtwochen, AuszeichnungChartplatzierungen (Jahr, Titel, Album, Platzierungen, Wochen, Auszeichnungen, Anmerkungen) | Höchstplatzierung, Gesamtwochen, AuszeichnungChartplatzierungen (Jahr, Titel, Album, Platzierungen, Wochen, Auszeichnungen, Anmerkungen) | Höchstplatzierung, Gesamtwochen, AuszeichnungChartplatzierungen (Jahr, Titel, Album, Platzierungen, Wochen, Auszeichnungen, Anmerkungen) | Anmerkungen                                                                |
| Jahr | Titel Album                                         | DE | AT | CH | UK | US | Anmerkungen                                                                |
| ---- | --------------------------------------------------- | --- | --- | --- | --- | --- | -------------------------------------------------------------------------- |
| 1986 | Wake Up Dead Peace Sells... But Who’s Buying?       | — | — | — | UK65 (4 Wo.)UK | — | Erstveröffentlichung: 10. Dezember 1986                                    |
| 1988 | Anarchy in the U. K. So Far, So Good... So What!    | — | — | — | UK45 (3 Wo.)UK | — | Erstveröffentlichung: 17. Februar 1988 Coverversion, Original: Sex Pistols |
| 1988 | Mary Jane So Far, So Good... So What!               | — | — | — | UK46 (2 Wo.)UK | — | Erstveröffentlichung: 12. Mai 1988                                         |
| 1990 | No More Mr. Nice Guy –                              | — | — | — | UK13 (6 Wo.)UK | — | Erstveröffentlichung: Januar 1990 Coverversion, Original: Alice Cooper     |
| 1990 | Holy Wars … The Punishment Due Rust in Peace        | — | — | — | UK24 (3 Wo.)UK | US— GoldUS | Erstveröffentlichung: 23. September 1990                                   |
| 1991 | Hangar 18 Rust in Peace                             | — | — | — | UK26 (4 Wo.)UK | — | Erstveröffentlichung: 4. Februar 1991                                      |
| 1992 | Symphony of Destruction Countdown to Extinction     | — | — | — | UK15 (3 Wo.)UK | US71 Platin · (15 Wo.)US | Erstveröffentlichung: 1. Juni 1992                                         |
| 1992 | Foreclosure of a Dream Countdown to Extinction      | — | — | — | — | — | Erstveröffentlichung: 13. Oktober 1992                                     |
| 1993 | Sweating Bullets Countdown to Extinction            | — | — | — | UK26 (3 Wo.)UK | — | Erstveröffentlichung: 16. Februar 1993                                     |
| 1993 | Skin o’ My Teeth Countdown to Extinction            | — | — | — | UK13 (3 Wo.)UK | — | Erstveröffentlichung: 12. April 1993                                       |
| 1994 | Train of Consequences Youthanasia                   | — | — | — | UK22 (3 Wo.)UK | — | Erstveröffentlichung: 10. November 1994                                    |
| 1995 | À Tout le Monde Youthanasia                         | — | — | — | — | — | Erstveröffentlichung: 6. Februar 1995                                      |
| 1997 | Trust Cryptic Writings                              | — | — | — | — | — | Erstveröffentlichung: 19. Juni 1997                                        |
| 2000 | Breadline Risk                                      | — | — | — | — | — | Erstveröffentlichung: 16. Februar 2000                                     |
| 2009 | Head Crusher Endgame                                | — | — | — | — | — | Erstveröffentlichung: 7. August 2009                                       |
| 2010 | The Right to Go Insane Endgame                      | — | — | — | — | — | Erstveröffentlichung: 9. April 2010                                        |
| 2010 | Sudden Death Th1rt3en                               | — | — | — | — | — | Erstveröffentlichung: 28. September 2010                                   |
| 2010 | Public Enemy No. 1 Th1rt3en                         | — | — | — | — | — | Erstveröffentlichung: 13. September 2011                                   |
| 2013 | Super Collider                                      | — | — | — | — | — | Erstveröffentlichung: 23. April 2013                                       |
| 2015 | Fatal Illusion Dystopia                             | — | — | — | — | — | Erstveröffentlichung: 2. Oktober 2015                                      |
| 2015 | The Threat Is Real Dystopia                         | — | — | — | — | — | Erstveröffentlichung: 27. November 2015                                    |
| 2016 | Dystopia                                            | — | — | — | — | — | Erstveröffentlichung: 8. Januar 2016                                       |
| 2022 | We’ll Be Back The Sick, the Dying... and the Dead!  | — | — | — | — | — | Erstveröffentlichung: 23. Juni 2022                                        |
| 2022 | Night Stalkers The Sick, the Dying... and the Dead! | — | — | — | — | — | Erstveröffentlichung: 22. Juli 2022                                        |
| 2022 | Soldier On! The Sick, the Dying... and the Dead!    | — | — | — | — | — | Erstveröffentlichung: 12. August 2022                                      |
| 2023 | Delivering the Goods –                              | — | — | — | — | — | Erstveröffentlichung: 17. Februar 2023                                     |

## Videoalben
| Jahr | Titel                                  | Höchstplatzierung, Gesamtwochen, AuszeichnungChartplatzierungen (Jahr, Titel, Platzierungen, Wochen, Auszeichnungen, Anmerkungen) | Höchstplatzierung, Gesamtwochen, AuszeichnungChartplatzierungen (Jahr, Titel, Platzierungen, Wochen, Auszeichnungen, Anmerkungen) | Höchstplatzierung, Gesamtwochen, AuszeichnungChartplatzierungen (Jahr, Titel, Platzierungen, Wochen, Auszeichnungen, Anmerkungen) | Höchstplatzierung, Gesamtwochen, AuszeichnungChartplatzierungen (Jahr, Titel, Platzierungen, Wochen, Auszeichnungen, Anmerkungen) | Höchstplatzierung, Gesamtwochen, AuszeichnungChartplatzierungen (Jahr, Titel, Platzierungen, Wochen, Auszeichnungen, Anmerkungen) | Anmerkungen                                                                  |
| Jahr | Titel                                  | DE | AT | CH | UK | US | Anmerkungen                                                                  |
| ---- | -------------------------------------- | --- | --- | --- | --- | --- | ---------------------------------------------------------------------------- |
| 1991 | Rusted Pieces                          | — | — | — | — | — | Erstveröffentlichung: 1991                                                   |
| 1992 | Exposure of a Dream                    | — | — | — | — | — | Erstveröffentlichung: 1992                                                   |
| 1995 | Evolver: The Making of Youthanasia     | — | — | — | UK1 (9 Wo.)UK | — | Erstveröffentlichung: 1995                                                   |
| 2002 | Rude Awakening                         | — | — | — | UK4 (7 Wo.)UK | US— GoldUS | Erstveröffentlichung: 2002                                                   |
| 2005 | Video Hits                             | — | — | — | — | — | Erstveröffentlichung: 11. Januar 2005                                        |
| 2006 | Arsenal of Megadeth                    | — | — | — | UK13 (3 Wo.)UK | US— GoldUS | Erstveröffentlichung: 21. März 2006                                          |
| 2007 | That One Night: Live in Buenos Aires   | — | — | — | UK6 (6 Wo.)UK | US— GoldUS | Erstveröffentlichung: 6. März 2007                                           |
| 2010 | Rust in Peace – Live                   | — | — | — | UK5 (9 Wo.)UK | — | Erstveröffentlichung: 10. September 2010                                     |
| 2010 | The Big Four Live from Sofia, Bulgaria | DE4 Gold · (14 Wo.)DE | AT1 (9 Wo.)AT | CH3 (6 Wo.)CH | UK1 (21 Wo.)UK | US1 ×2Doppelplatin · (65 Wo.)US                                                                                                   | Erstveröffentlichung: 15. Oktober 2010 Metallica, Slayer, Megadeth & Anthrax |
| 2013 | Countdown to Extinction – Live         | — | — | CH6 (1 Wo.)CH | — | — | Erstveröffentlichung: 20. September 2013                                     |

## Boxsets
| Jahr | Titel Musiklabel               | Anmerkungen                           |
| ---- | ------------------------------ | ------------------------------------- |
| 2007 | Warchest Capitol Records (EMI) | Erstveröffentlichung: 9. Oktober 2007 |

## Promoveröffentlichungen

### Kompilationen
- 1991: Maximum Megadeth

### Promo-Singles
- 1986: Peace Sells
- 1988: In My Darkest Hour
- 1993: 99 Ways to Die
- 1993: Angry Again
- 1997: Almost Honest
- 1998: Use the Man
- 1998: A Secret Place
- 1999: Crush ’Em
- 2000: Insomnia
- 2000: Kill the King
- 2001: Moto Psycho
- 2004: Die Dead Enough
- 2005: Of Mice and Men
- 2007: À Tout le Monde (Set Me Free) (feat. Cristina Scabbia)
- 2007: Washington Is Next!
- 2007: Never Walk Alone… A Call to Arms
- 2007: Gears of War
- 2011: Never Dead
- 2011: Whose Life (It Is Anyways?)
- 2016: Post-American World

## Sonderveröffentlichungen
Kompilationen
- 2014: Icon (Teil der Reihe Icon)

## Statistik

### Chartauswertung
|                     | DE     | AT     | CH     | UK     | US     |
| ------------------- | ------ | ------ | ------ | ------ | ------ |
| Nummer-eins-Alben   | DE—DE  | AT—AT  | CH—CH  | UK—UK  | US—US  |
| Top-10-Alben        | DE3DE  | AT1AT  | CH2CH  | UK4UK  | US7US  |
| Alben in den Charts | DE18DE | AT12AT | CH15CH | UK14UK | US21US |

|                       | DE    | AT    | CH    | UK     | US    |
| --------------------- | ----- | ----- | ----- | ------ | ----- |
| Nummer-eins-Singles   | DE—DE | AT—AT | CH—CH | UK—UK  | US—US |
| Top-10-Singles        | DE—DE | AT—AT | CH—CH | UK—UK  | US—US |
| Singles in den Charts | DE—DE | AT—AT | CH—CH | UK10UK | US1US |

|                          | DE    | AT    | CH    | UK    | US    |
| ------------------------ | ----- | ----- | ----- | ----- | ----- |
| Nummer-eins-Videoalben   | DE—DE | AT1AT | CH—CH | UK2UK | US1US |
| Top-10-Videoalben        | DE—DE | AT1AT | CH1CH | UK5UK | US2US |
| Videoalben in den Charts | DE—DE | AT1AT | CH2CH | UK6UK | US2US |

### Auszeichnungen für Musikverkäufe
| Silberne Schallplatte - Portugal - 1999: für das Album Risk Goldene Schallplatte - Argentinien - 1992: für das Album Countdown to Extinction - 1994: für das Album Youthanasia - 2004: für das Album Cryptic Writings - 2004: für das Album Rust in Peace - Australien - 2005: für das Album Countdown to Extinction - 2008: für das Videoalbum That One Night: Live in Buenos Aires - Finnland - 1994: für das Album Youthanasia - Japan - 1994: für das Album Youthanasia - 1997: für das Album Cryptic Writings - 2024: für das Album Rust in Piece - 2024: für das Album Countdown to Extinction - Kanada - 2001: für das Album Cryptic Writings - 2001: für das Album Hidden Treasures - 2002: für das Videoalbum Rude Awakening - 2006: für das Videoalbum The Arsenal of Megadeth - 2011: für das Album Greatest Hits: Back to the Start - Portugal - 2011: für das Videoalbum The Big Four Live from Sofia, Bulgaria - Vereinigte Staaten - 2022: für das Lied Peace Sells | Platin-Schallplatte - Argentinien - 2006: für das Videoalbum The Arsenal of Megadeth - Brasilien - 2015: für das Videoalbum The Big Four Live from Sofia, Bulgaria - Kanada - 1992: für das Album So Far, So Good… So What! - 1994: für das Album Youthanasia - 1995: für das Album Rust in Peace - 2001: für das Album Peace Sells… But Who’s Buying? - 2007: für das Videoalbum That One Night: Live in Buenos Aires 3× Platin-Schallplatte - Kanada - 2001: für das Album Countdown to Extinction - Polen - 2010: für das Videoalbum The Big Four Live from Sofia, Bulgaria |

Anmerkung: Auszeichnungen in Ländern aus den Charttabellen bzw. Chartboxen sind in ebendiesen zu finden.
| Land/RegionAuszeichnungen für Musikverkäufe (Land/Region, Auszeichnungen, Verkäufe, Quellen) | Silber     | Gold       | Platin       | Verkäufe  | Quellen                                                      |
| -------------------------------------------------------------------------------------------- | ---------- | ---------- | ------------ | --------- | ------------------------------------------------------------ |
| Argentinien (CAPIF)                                                                          | —          | 4× Gold4   | Platin1      | 108.000   | capif.org.ar (Memento vom 18. Juli 2011 im Internet Archive) |
| Australien (ARIA)                                                                            | —          | 2× Gold2   | —            | 42.500    | aria.com.au                                                  |
| Brasilien (PMB)                                                                              | —          | —          | Platin1      | 30.000    | pro-musicabr.org.br                                          |
| Deutschland (BVMI)                                                                           | —          | Gold1      | —            | 25.000    | musikindustrie.de                                            |
| Finnland (IFPI)                                                                              | —          | Gold1      | —            | 20.216    | ifpi.fi                                                      |
| Japan (RIAJ)                                                                                 | —          | 4× Gold4   | —            | 400.000   | riaj.or.jp                                                   |
| Kanada (MC)                                                                                  | —          | 5× Gold5   | 8× Platin8   | 860.000   | musiccanada.com                                              |
| Polen (ZPAV)                                                                                 | —          | —          | 3× Platin3   | 30.000    | olis.pl                                                      |
| Portugal (AFP)                                                                               | Silber1    | Gold1      | —            | 14.000    | Einzelnachweise                                              |
| Vereinigte Staaten (RIAA)                                                                    | —          | 6× Gold6   | 9× Platin9   | 8.850.000 | riaa.com                                                     |
| Vereinigtes Königreich (BPI)                                                                 | 2× Silber2 | 4× Gold4   | —            | 520.000   | bpi.co.uk                                                    |
| Insgesamt                                                                                    | 3× Silber3 | 28× Gold28 | 22× Platin22 |           |                                                              |